# NGC 2065
NGC 2065 је расејано звездано јато у сазвежђу Трпеза које се налази на NGC листи објеката дубоког неба.
Деклинација објекта је - 70° 14' 12" а ректасцензија 5h 37m 38,5s. Привидна величина (магнитуда) објекта NGC 2065 износи 11,2. NGC 2065 је још познат и под ознакама ESO 57-SC2.